# 瑪瑙芋螺
瑪瑙芋螺（学名：Conus capitanellus）为芋螺科芋螺屬下的一个种。